# Кольорові миші (вірш)
«Кольорові миші»  — вірш української поетеси Ліни Костенко, входить до збірки «Давно».

## Тема та ідея вірша
Тема: зіткнення неповторності, оригінальності з сірістю та стандартом. Зображення боротьби з відьмами. Події відбуваються в невеликому містечку близько трьохсот років тому, коли предки вірили в існування відьом.
У маленькій напівтемній кімнаті відбувається суд, посередині стіл, за ним огрядна фігура судді в чорній мантії; поруч сидить низенький голомозий чоловічок із гусячим пером у руці — писар; у центрі — сусід, одягнений у довгу сіру свиту, єдина світла пляма — Анна — сидить на лавці, одягнена в барвисту сукенку, в руках перебирає квітчасту хусточку. Ідея: засудження несправедливості суду, віра у перемогу добра і краси. Вірш належить до філософської лірики. Лейтмотив: Людина має бути неповторною, оригінальною, творчою, а не обмеженою і байдужою до краси навколишнього світу.

## Композиція
- Експозиція: зображення давнини, коли вірили у відьом
- Зав'язка: сусід привів дівчинку в суд і звинувачує в тому, що вона з листя робить кольорових мишей, і його дітям вже сняться кольорові миші.
- Розвиток дії: суд.
- Кульмінація: очікування вироку.
- Розв'язка: з'явився кольоровий кіт, який залив вирок чорнилом.

## Художні засоби
Ліна Костенко використала епітети «розлючений сусід», «багряне листя», «осіннє сонце», «сірий день». Метафори: «чаклунка збила … з пуття», повторення: «кажу… кажу…». За допомогою кольору авторка передала атмосферу в суді та природі («сіре усе»). Алегоричні образи (кольорові миші, кольоровий кіт) є уособленням багатої фантазії й таланту людини. Поетеса протиставляє індивідуальність дівчинки, яка має ім'я, сірості сусіда, який не має імені.

## Художні образи
- Анна — десятирічна дівчинка, головна героїня вірша Ліни Костенко. Сусід звинуватив її в тому, що вона виготовляла з листочків кольорових мишей. Від цього його рідним дітям вночі сняться кольорові миші. Дівчинку вважають чаклункою. Насправді Анна — неповторна творча особистість.
- Сусід — герой вірша, антипод Анни. Він — дорослий чоловік, але боїться дівчинки, його лякає її незвичність, оскільки він сам напрочуд ординарний, пересічний та сірий.